# Cases entremitgeres del XVI-XVII al Pont Major
Les Cases entremitgeres del XVI-XVII al Pont Major és una obra de Girona inclosa a l'Inventari del Patrimoni Arquitectònic de Catalunya. Es poden diferenciar les csaes dels segles xvi i xvii de les del segle xix. Són cases aixecades segons l'evolució del barri, de diferents èpoques. El barri sempre ha estat lligat a l'activitat comercial de la carretera de la que depèn.

## Descripció

### Edificis dels seglesxvii segle XVII]
Són cases entre mitgeres de planta baixa més un o dos pisos de façanes arrebossades i teulats de teula àrab amb careners paral·lels a la façana. Tenen les obertures de pedra picada, balcons de llosana de pedra i baranes de forja. Les façanes són sense composició clara. Destaquen algunes finestres amb motius goticitzants florals: les núm. 62, 70, 74, 109, 123. D'altres presenten inscripcions: núm. 66 i 107, AVE MARIA SIN PECADO CONCEBIDA - 1687; núm. 99, 1564; núm. 61, FRANCESCH ROURA DIA 18 DE MATX / AVE MARIA SIN PECADO CONCEBIDA - 1763. La núm. 90 (actualment enderrocada) tenia una finestra d'arquet conopial de motiu floral i espitllera (c/ del comerç). Totes les finestres solen esser de llinda planera. Les cases amb composicions simètriques i en vertical.

### Edificis delseglexix
Són edificis entre mitgeres de façanes de composicions simètriques i motius, segons estils. De 2-3 crugies, amb obertures, balcons, amb balustres o baranes de forja. Teulat de teula àrab amb careners paral·lels a façana, o terrasses, amb remats de baranes i cornises amb motllures. Les cases del costat de riu solen formar galeries d'arquets (núm. 125-117). Al primer pis solen tenir balcons units continus. Són de planta baixa més un o dos pisos i solen tenir esgrafiats. Destaquen les núm. 125 (1885), 117 (1851), 72 (1887), 45-47, 22 (1890). Solen tenir façanes posteriors interessants amb jardins. Cal incloure els apartats de magatzems de l'època: destil·leries Gerunda i Regàs, magatzems Vich del XX i modernistes.
La casa del núm. 85, restaurada al 1979, té dues finestres del segle XVI: la finestra més propera al carrer del Pont és de llinda planera amb data 1585 amb un motiu floral i una creu. Té un guardapols amb caps de petxines, escantonat. L'altra finestra és més senzilla, de llinda planeta amb motiu floral.